# 高夢旦

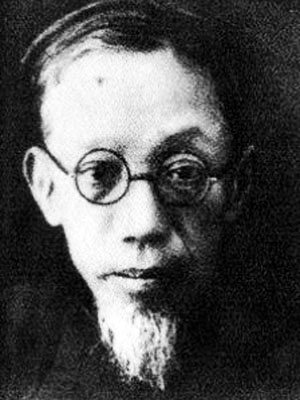

高夢旦（1870年1月28日—1936年7月23日），名鳳謙，字夢旦，以字行，男，福建长乐人，中国教育家、翻译家、出版家，商務印書館元老。

## 生平
高梦旦是福建長樂龙门乡人（今航城街道龙门村）。少时不追求仕途，好經世致用之學。1901年，他任浙江大学堂总教习。1902年，他率留学生赴日本，并任留日学生监督。在日本，他體認到日本兴盛的根本在教育，教育的根本在於小學，故立願編寫小学教科書。1903年冬他回國，入商務印書館辦編譯所，任编译所国文部部长，主持國文教科書的編寫工作，親自參與策划并編寫《新字典》和《辭源》。1909年至1910年任复旦公学监督。1918年，他升任編譯所長。
五四运动后，他认为自己不懂外文，不适合任编译所长，故提出辞职，並到北京邀请胡适出任编译所长。胡适后来到编译所考察了一个月，未担任编译所长，而是推荐其老师王云五任编译所长。此后，高夢旦转任出版部长，协助王云五。 1915 年，代理总经理一职。
1923年10月鄭振鐸與高夢旦的幼女高君箴結婚。
1936年7月23日，高夢旦逝世。